# ماكس بالدري
مكسيم أليكسندر «ماكس» بالدري (ولد في 5 يناير 1996 في ريدهيل، سري) ممثل إنجليزي وطالب مدرسة. أنجح دور له في الفيلم الكوميدي إجازة السيد بين في عام 2007 بدور ستيبان.

## الحياة الشخصية
عاش بالدري في موسكو، روسيا عندما كان صغيرًا إلى سن السابعة بعدها عاد إلى وطنه إنجلترا في عام 2003 . بعد ذلك أصبح مهتمًا بالتمثيل في سن مبكر جدًا، وشارك في العديد من الإنتاجات، مثل: «بيتر والذئب» في V & A قبل أن ينضم إلى مدرسة «مسرح جاكي بالمر» في عام 2005 . والديه هم سيمون وكارينا بالدري.

## المهنة
كانت أول انطلاقة لبالدري في عام 2007 عندما حصل على دور «ستيبان» مع روان أتكينسون في إجازة السيد بين. ترشح بالدري لجائزة جوائز الممثل الشاب في فئة أفضل أداء في فيلم روائي طويل. بعد ذلك أدى دور قيصرون في روما. كانت لديه تجربة على خشبة المسرح في «المسرح الوطني» في عام 2008 في إنتاج «وشم الوردة». أدى بعض الأداء الصوتية، مثل: الدب القطبي الصغير 2 - الجزيرة الغامضة، وكينوماتوغراف بواسطة «توميك باغينسكي». حصل على جزء في بي بي سي راديو 4 تطوعًا من «جون إيرفين» «صلاة من أجل أوين مينى» 'حيث أدى دور جوني مع توبي جونز.
في الآونة الأخيرة تم اختيار ماكس ليكون جزءًا من مسرح الشباب الوطني في عام 2010 . يدرس حاليًا في مدرسة بركهامستد، كما أنه يكمل مسيرته في تعلم التمثيل. أدى دور فتى بولندي في مسلسل تلفزيوني للأطفال سادي جيه.

## الأفلام
| السنة | الفيلم                                 | الدور     | الملاحظات                            |
| ----- | -------------------------------------- | --------- | ------------------------------------ |
| 2005  | الدب القطبي الصغير 2 - الجزيرة الغامضة | شيكو      | صوت (النسخة الإنجليزية)              |
| 2007  | إجازة السيد بين                        | ستيبان    | ترشح لجائزة جوائز الممثل الشاب الـ29 |
| 2008  | إجازة السيد بين : بين في مهرجان كان    | نفسه      | فيلم قصير                            |
| 2008  | إجازة السيد بين : بين الفرنسي          | نفسه      | فيلم قصير                            |
| 2008  | إجازة السيد بين : الإنسان بين          | نفسه      | فيلم قصير                            |
| 2009  | كينوماتوغراف                           | فتى الصحف | صوت                                  |

## التلفاز
| السنة | العنوان  | الدور  | الملاحظات                      |
| ----- | -------- | ------ | ------------------------------ |
| 2007  | روما     | قيصرون | الموسم 2 الحلقة 8، 9، 10       |
| 2012  | سادي جيه | جازبير | جازبيرلينت، الموسم 2 الحلقة 10 |

## الجوائز والترشيحات
| السنة | الفئة             | الجائزة            | النتيجة |
| ----- | ----------------- | ------------------ | ------- |
| 2007  | دعم الشباب الممثل | جائزة الممثل الشاب | رُشِّح     |

## وصلات خارجية
- Official Facebook Account  على فيسبوك.
- Official Facebook Page  على فيسبوك.
- ماكس بالدري على موقع IMDb (الإنجليزية)
- ماكس بالدري على موقع ألو سيني (الفرنسية)
- ماكس بالدري على موقع تيرنر كلاسيك موفيز (الإنجليزية)
- ماكس بالدري على موقع أول موفي (الإنجليزية)
- ماكس بالدري على موقع قاعدة بيانات الأفلام السويدية (السويدية)
- ماكس بالدري على موقع قاعدة بيانات الفيلم (الإنجليزية)
- ماكس بالدري على موقع كينوبويسك (الروسية)
- Official Website - www.maxbaldry.net